# Brzeście (Kluczewsko)
Pour les articles homonymes, voir Brzeście.
Brzeście est une localité polonaise de la gmina de Kluczewsko, située dans le powiat de Włoszczowa en voïvodie de Sainte-Croix.